# 작은네팔관박쥐
작은네팔관박쥐(Rhinolophus subbadius)는 관박쥐과에 속하는 박쥐의 일종이다. 방글라데시와 인도, 미얀마, 네팔에서 발견되며, 부탄에서도 서식하는 것으로 추정된다.

## 특징
작은 박쥐로 몸길이는 35~37mm, 전완장은 33~38mm이다. 꼬리 길이는 16~19mm이고, 발 길이는 7~8mm, 귀 길이는 14~18mm이다. 등 쪽은 연한 갈색이고 어깨는 약간 밝은 반면에 배 쪽은 약간 연한 색을 띤다. 귀는 작다.

## 생태
먹이는 곤충이다.

## 분포 및 서식지
인도 아루나찰프라데시주와 메갈라야주, 네팔, 방글라데시, 중국 윈난성, 미얀마 북부 지역에 널리 분포한다. 해발 최대 1,231m 이하 저지대 숲의 대나무 숲에 서식한다.